# Canon EOS 5D Mark III

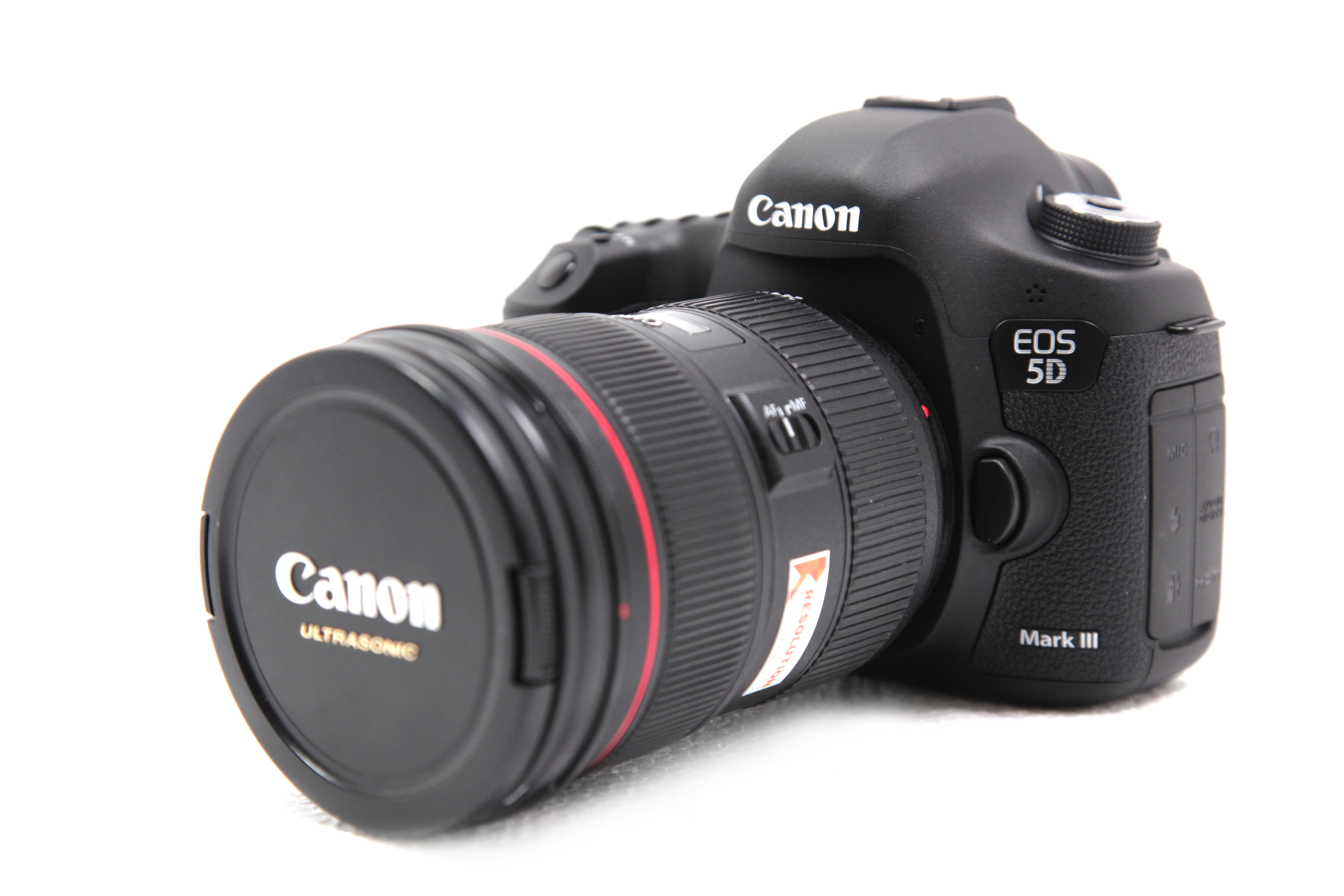

Canon EOS 5D mark III — цифрова дзеркальна фотокамера, наступник Canon EOS 5D mark II, представлена компанією Canon 2 березня 2012 року.
Камера була анонсована 2 березня 2012, за 25 років після анонсу першої моделі EOS — Canon EOS 650.
Рекомендована роздрібна ціна для комплектації без об'єктива — $3499 або €3299.
25 серпня 2016 року було анонсовано наступника — Canon EOS 5D Mark IV.

## Нові можливості
Нові можливості порівняно з попередницєю Canon EOS 5D Mark II:
- Новий КМОН сенсор з роздільною здатніст'ю 22,3 Мп
- Процесор Digic 5+
- Збільшений діапазон ISO до 25600 (може бути розширений до 50 та 51200, 102400)
- Нова 61-точкова система автофокусу, з 41 точкою перехрещеного типу та 5 подвійного перехрещювання. В цілому Mark III устаткував систему автофокусу від Canon EOS-1D X, це вперше з часів плівкового EOS-3, коли лінійка не професійних камер отримала автофокус від топової лінійки.
- Збільшена швидкість серійної зйомки до 6к/с
- Новий 63-х зонний сенсор виміру експозициї
- Тихий режим зйомки та тиха серійна зйомка (3к/с)
- Експокоррекція +/- 5 EV
- Новий видошукач зі 100 % покриттям та збільшенням 0,71х.
- Збільшений LCD 3,2" (8,1 см)
- Стерео вихід для навушників
- Подвійний слот для карт пам'яті: CompactFlash з підтримкою UDMA, та SD з підтримкою SDHC та SDXC, але без підтримки UHS-1
- З'явилась пиле- та волого- защита

Як і у Mark II затвор розрахований на 150000 спрацювань.

## Технічні характеристики
Canon 5D mark ІІІ містить повнокадровий КМОН-сенсор (36х24 мм) з роздільною здатністю у 22,3 млн пікселів і максимальною світлочутливістю 102400 ISO. На борту камери стоїть процесор Digic 5+, який забезпечує швидке опрацювання та зберігання даних. Швидкість серійної зйомки 6-кадрів в секунду. Камера оснащена 81-мм LCD дисплеєм та 100-% видошукачем. Літіо-іонний акумулятор LP-E6 дозволяє зробити 950 фото за один заряд. Canon EOS 5D mark III здатний фокусуватись до експозиції -5 EV. Камера знімає Full HD відео з частотою 60 кадрів\с.

## Відмінність від 5D, 5D mark II
| Характеристика            | Canon EOS 5D                  | Canon EOS 5D Mark II               | Canon EOS 5D Mark III        |
| ------------------------- | ----------------------------- | ---------------------------------- | ---------------------------- |
| Розмір сенсора            | 35,8×23,9 мм                  | 36×24 мм                           | 36×24 мм                     |
| Розширення сенсора        | 12,8 Мп                       | 21,1 Мп                            | 22,3 Мп                      |
| Процесор                  | Digic II                      | Digic 4                            | Digic 5+                     |
| Діапазон чутливості ISO   | 50—3200                       | 50—25600                           | 50—102400                    |
| Серійна зйомка            | 3 кадра в секунду             | 3,9 кадра в секунду                | 6 кадрів в секунду           |
| Діагональ LCD-дисплея     | 64 мм                         | 76 мм                              | 81 мм                        |
| Площа покриття видошукача | 96 %                          | 98 %                               | 100 %                        |
| Батарея                   | BP-511A                       | LP-E6                              | LP-E6                        |
| Зйомка відео              | немає                         | Full HD                            | Full HD                      |
| Компенсаця експозиції     | +/-2 EV                       | +/-2 EV                            | +/-5 EV                      |
| Накопичувач               | 1xCF (Type I, II, Microdrive) | 1xCF (Type I, II, Microdrive) UDMA | 1xCF Type I UDMA 1xSD (SDXC) |

## Оновлення прошивки
| Версія | Дата              | Що змінено |
| ------ | ----------------- | --- |
| 1.2.1  | 30 квітня 2013    | Додано можливість виводу незтисненного відео через HDMI Розблокована робота автофокуса для об'єктивів з апертурою до f/8 |
| 1.2.3  | 30 жовтня 2013    | Виправлена помилка, коли спалах міг не спрацювати в залежності від часу на який натиснута кнопка спуску затвора Виправлена помилка, коли мікроналаштування автофокуса змінвались самостійно Виправлена помилка, коли LCD дісплей міг відображати лінію неправильного кольору вздовж кордону високого контрсту Виправлена помилка, коли гістограмма у LiveView відображувалась неправильно при підключенні до HDMI Додана можливість налаштування яскравості дісплея камери при підключенні до HDMI |
| 1.3.3  | 29 січня 2015     | Виправлення помилок в локалізаціях Покращено автофокусування для ширококутових об'єктивів у LiveView |
| 1.3.4  | 14 листопада 2016 | Виправлена проблема, коли при використанні об'єктива EF 70-300mm f/4-5.6 IS II USM, камера не застосовувала корегування хроматичних аберацій, при ввімкненому налаштуванні |
| 1.3.5  | 29 жовтня 2017    | Виправлена проблема, коли неправильно вимірювалась експозиція при зйомці в тихому режимі LiveView з наступними TS-E об'єктивами: TS-E 50mm f/2.8L MACRO, TS-E 90mm f/2.8L MACRO, TS-E 135mm f/4L MACRO. |
| 1.3.6  | 29 листопада 2019 | Виправлення безпеки для PTP Виправлення безпеки для вбудованного ПЗ для оновлення прошивки |

## Конкуренти
Основним конкурентом 5D Mark III є анонсований місяцем раніше Nikon D800 (рекомендована вартість — 3000 $), а також Sony SLT-A99. 5D Mark III володіє меншим розширенням — 22 млн пікселів проти 36 у D800 і 24 у A99, але більш високою чутливістю сенсора — 25 600 ISO проти 6400 в штатному режимі і 102 400 проти 25 600 на розширеному, а також більш високою швидкістю зйомки: 6 кадрів в секунду проти 4 у D800. З A99 чутливість і скорострільність збігаються. У порівнянні з D800, У 5D Mark III не передбачені змінні фокусуючі екрани і відсутній вбудований спалах. Також відсутній постійний автофокус у відео, на відміну від A99.

## Відомі проблеми
- Перші партії камер мали проблему, коли верхній LCD екран давав засвітку на сенсор вимірювання експозиції. Цей дефект особливо був помітним, коли у темряві вмикалась підсвітка верхнього дісплея. Canon безкоштовно усуває цей дефект з 10 травня 2012. Серійний номер камер що може містити дефект починається з 0, а шоста цифра 1 або 2. Камери які були виготовлені після травня 2012 вже були позбавлені цього дефекта.[7]
- Об'єктиви Canon EF 200mm f/2.0 L IS USM та Canon EF 800mm f/5.6 L IS USM видають дивні звуки при роботі стабілізатора зображення. На думку компанії це ніяк не впливає на якість зображення. Шум не з'являється при зйомці через Live View та при зйомці відео.[8]

## Аксесуари
Canon EOS 5D mark III сумісний з:
- Об'єктивами, телеконвертерами та макроцільцями з байонетом EF.
- Спалахами Canon Speedlite і спалахами інших виробників для Canon EOS.
- Штативами, кріпленнями для спалахів і іншими універсальними пристроями з різьбленням 1/4 ".
- Принтерами з підтримкою стандарту Direct Print.
- Акумуляторною батарея LP-E6.
- Провідними пультами дистанційного керування з роз'ємом N3.
- Бездротовими пультами дистанційного керування RC-1, RC-5, RC-6.
- GPS-приймачем GP-E2.

## Комплект поставки
- Літій-іонна акумуляторна батарея LP-E6.
- Зарядний пристрій LC-E6 або LC-E6E (версія з кабелем живлення).
- Наочник Eg.
- Ремінь EW-EOS 5D Mark III.
- Програмне забезпечення EOS Digital Solution Disc, керівництво по експлуатації.
- USB-кабель IFC-200U.
- AV-стереокабель AVC-DC400ST.
- Кришка байонета.

## Нагороди
Canon EOS 5D Mark III став лауреатом премій TIPA (Technical Image Press Association) і EISA (European Imaging and Sound Association):
- «Найкраща цифрова дзеркальна камера для відео» (TIPA Best Video DSLR, 2012),
- «Європейський передовий дзеркальний фотоапарат» (EISA European Advanced SLR, 2010—2011).